# Isaac Sailmaker

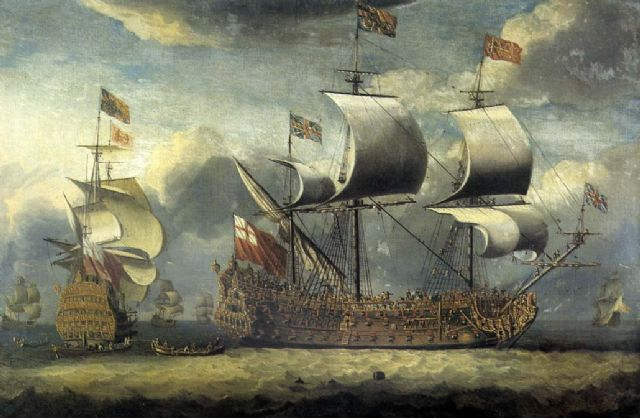
The first ‘Britannia’, 98 Guns, under Sail, with other Men-o’-War (Die erste ‚Britannia‘, 98 Kanonen, unter Segeln, mit anderen Kriegsschiffen)

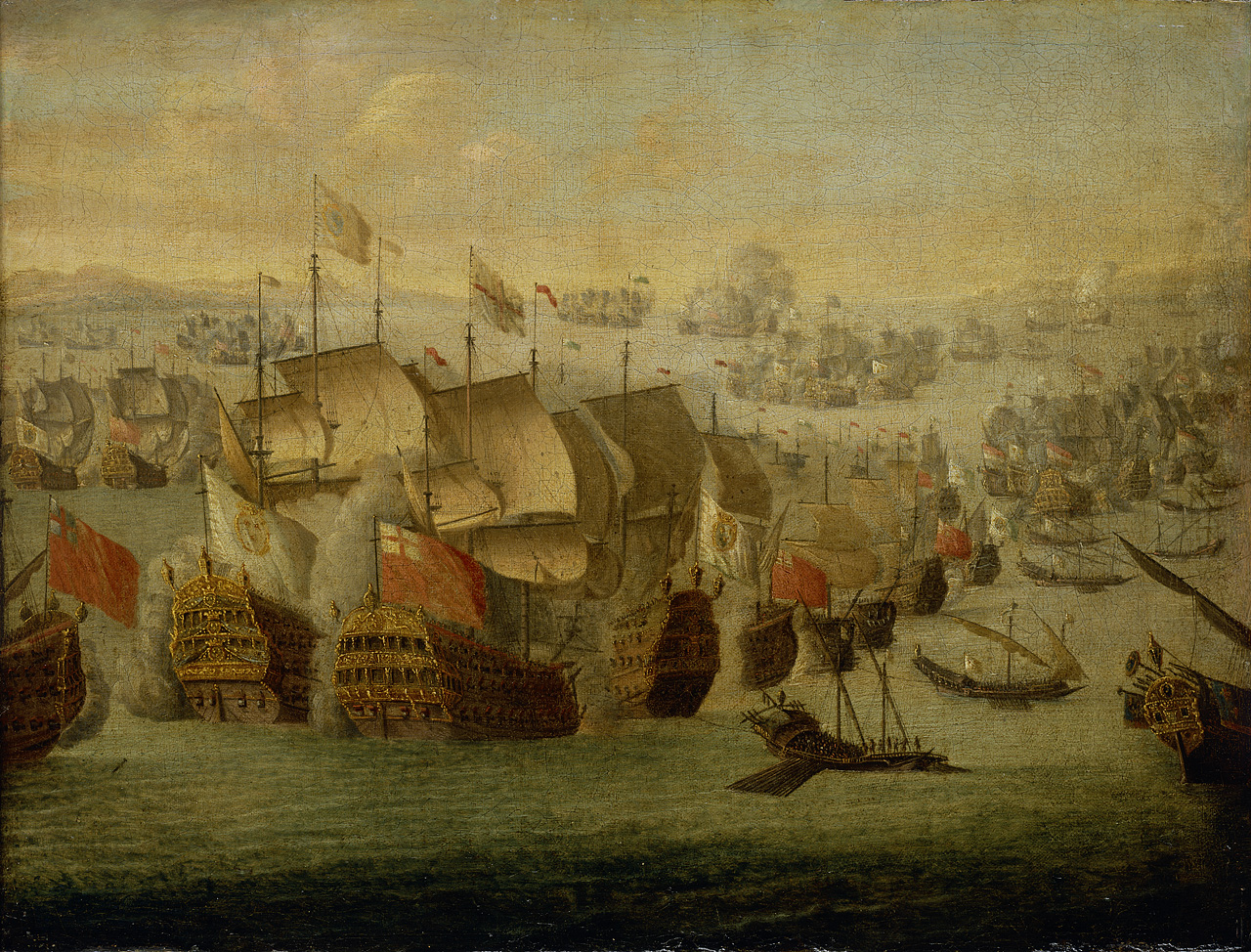
The Battle of Malaga, 13 August 1704 (Die Schlacht von Málaga, 13. August 1704)

Isaac Sailmaker (* um 1633 als Isaac Zeilmaker wahrscheinlich in Scheveningen; † 28. Juni 1721 in London) war ein niederländischer Maler der Barockzeit, der in England als Marinemaler tätig war. Bis heute ist nicht klar, ob alle Bilder, die ihm zugeordnet werden, auch von ihm stammen, da er seine Werke nie signiert hat und ihm viele frühe britische Seefahrtsbilder pauschal zugeordnet wurden.

## Leben
Über das Leben von Isaac Sailmaker ist nur sehr wenig überliefert. Einzelne Informationen stammen vor allem aus den Notizbüchern von George Vertue sowie aus zeitgenössischen Papieren, die erstmals von Judith Aldrick am National Maritime Museum in Greenwich gesichtet und von ihrem Vater F. B. Cockett 1995 veröffentlicht wurden. Demnach wurde Isaac Sailmaker wahrscheinlich 1633 in Scheveningen in den Niederlanden als Isaac Zeilmaker geboren. Von dort ging er bereits sehr früh nach London und lebte im Haus des Malers Georg Geldorp, der aus Antwerpen stammte und bereits 1623 nach London gekommen war. Geldorp hatte einen Ruf als Maler durch einige wenige Bilder errungen, war aber vor allem Kunsthändler und lud überwiegend ausländische Maler in sein Haus ein, die sich in London niederlassen wollten, darunter Anthonis van Dyck und Peter Lely. Von Charles I. wurde er zudem als Kurator der königlichen Kunstsammlung eingesetzt. Nach dessen Hinrichtung 1649 stand Geldorf mit Oliver Cromwell im Kontakt und malte für diesen.

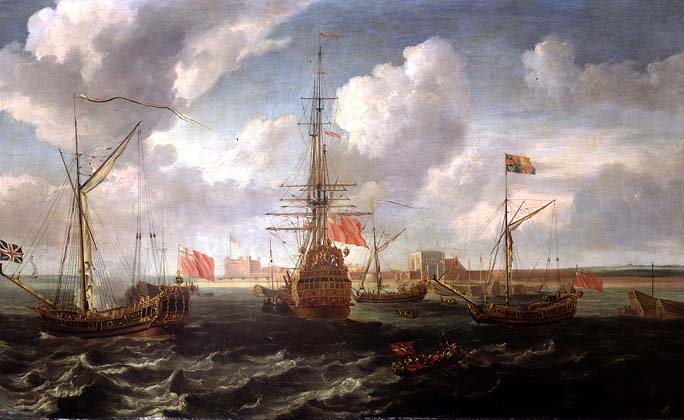
The Royal Yacht off Sheerness (Die königliche Yacht vor Sheerness)

Isaac Sailmaker arbeitete als Assistent für Geldorf und malte in dessen Auftrag 1653 ein Gemälde der Seeschlacht bei Gabbard vom 2. bis 3. Juni zwischen George Monck und Cornelis Tromp im Englisch-Niederländischen Krieg mit Oliver Cromwell im Vordergrund. 1657 entstand ebenfalls im Auftrag Geldorfs und Cromwells ein Bild der Flotte vor Mardyke, das verschollen und nur nach Aufzeichnungen nachzuweisen ist. Aus dieser Zeit stammen zudem zwei erste Schiffsporträts, die im Trinity House aufbewahrt werden. Dabei handelt es sich um Gemälde der Sovereign of the Sea als eines der ersten Schiffsporträtgemälde Englands sowie der Royal Prince.
Geldorf starb 1665, nachdem er drei Jahre zuvor von Charles II. als Bilderreiniger und -restaurator eingesetzt worden war. Sailmaker wurde erst 1695 wieder erwähnt, er lebte zu dieser Zeit in der Ortschaft Whitefriars mit seiner Frau Elisabeth und seiner gleichnamigen Tochter. Die fehlenden Informationen über Sailmaker, aber auch über andere Seefahrtsmaler wie Jacob Knyff, J.K.D. van Beecq und Adrian van Diest werden auf die Verlegung der Werkstatt Willem van de Velde des Älteren und Willem van de Velde des Jüngeren nach London 1673 zurückgeführt, die bereits in kurzer Zeit den Markt vollständig dominierten und damit andere Maler verdrängten. Nach dem Tod von Willem van de Velde dem Jüngeren 1707 wurde Sailmaker bekannter und bekam neue Auftraggeber.
1708 wurde Sailmaker von dem britischen Parlamentsabgeordneten Colonel John Lovett beauftragt, den zweiten Leuchtturm von Eddystone zu malen, der 1755 abbrannte. Sailmaker malte vier Versionen des Bildes, von denen drei erhalten geblieben sind. In der Folge malte Sailmaker viele weitere Bilder im Auftrag von Privatpersonen. Er starb 1721 im Alter von 88 Jahren in London am King’s Bench Walk.

## Werk

### Schwierigkeiten bei der Zuordnung

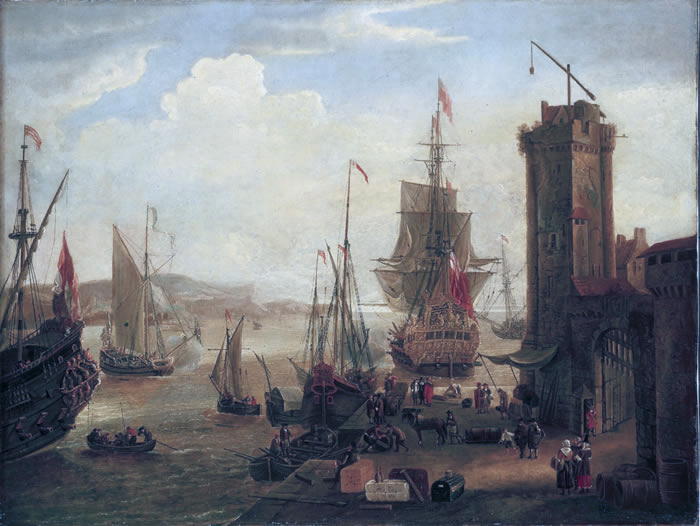
Jacob Knyff: English and dutch ships taking on stores at a port (Englische und niederländische Schiffe laden in einem Hafen Vorräte ein), das einzige bekannte Bild von Knyff mit Signatur.

Bis in die frühen 1970er Jahre gestaltete sich die Zuordnung von Seefahrtsmalereien aus England aus der Zeit vor 1720 schwierig. Es war bekannt, dass es neben den van de Veldes weitere Marinemaler gegeben hatte, die auch namentlich bekannt waren. Es handelte sich dabei um Sailmaker, Jacob Knyff, J.K.D. van Beecq und Adrian van Diest. Während van Beecq und van Diest ihre Werke signierten, war dies von Sailmaker und Knyff nicht bekannt, und da eine eindeutige Zuordnung des Malstils zu den Namen ebenfalls fehlte, konnten die Bilder beider Maler nicht auseinandergehalten werden.

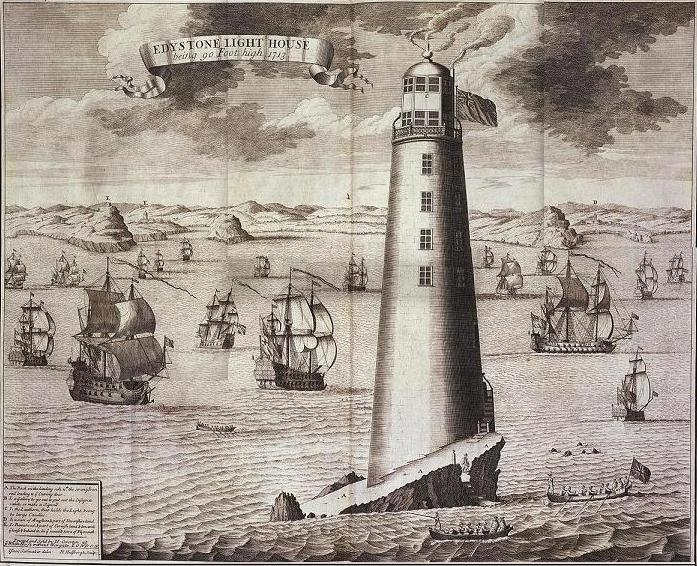
Engraving of the Eddystone Lighthouse (Stich des Eddystone-Leuchtturms)

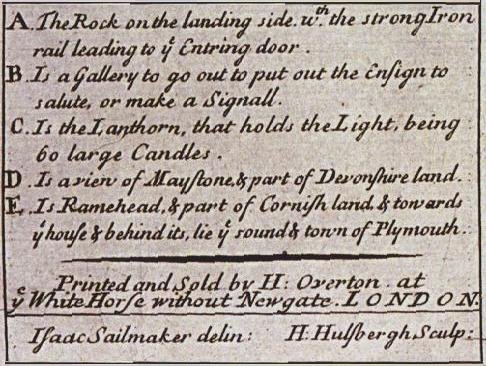
Engraving of the Eddystone Lighthouse, Legende und Impressum

Diese Situation führte dazu, dass lange Zeit beinahe jedes Seestück aus der Zeit vor 1720, welches nicht eindeutig einem der anderen Maler zugeordnet werden konnte, als „Sailmaker“ verkauft wurde und Sailmaker zum „Vater der britischen Seefahrtsmalerei“ wurde. Dabei war erkennbar, dass das Sailmaker-Oeuvre aus zwei sehr unterschiedlichen Stilen bestand, wobei einer deutlich weiter entwickelt und feiner war als der andere.
1971 tauchte überraschend ein Gemälde des Eddystone-Leuchtturms auf, dessen Motiv bereits von einer signierten Radierung Sailmakers bekannt war und so eine sicherere Einordnung seines Malstils erlaubte. Im Folgejahr 1972 wurde zudem ein Gemälde von Jacob Knyff mit Signatur entdeckt. Aufgrund dieser beiden Funde konnte nun der Stil beider Maler unterschieden werden; Knyff war dabei der eindeutig feinere und künstlerisch bedeutendere Maler, während Sailmaker die eher primitiver wirkenden, statischeren Werke zugeordnet wurden.

### Das Werk Sailmakers
F. B. Cockett führt in seinem Werkverzeichnis 57 Gemälde und 11 Radierungen auf, die Isaac Sailmaker sicher zugeordnet werden, nimmt aber eine sehr viel höhere Anzahl tatsächlich von Sailmaker stammender Bilder an. Dabei handelt es sich vor allem um Seefahrts- und Schlachtszenen der englischen Flotte, Schiffsporträts sowie einige Landschaftsbilder von Greenwich, Sheerness und Portchester Castle. Die Qualität der Bilder Sailmakers ist sehr unterschiedlich, sie sind in der Gestaltung vorwiegend eher naiv, jedoch sorgfältig ausgeführt. Der Wert seiner Bilder wird vor allem in der historischen Dokumentation zeitgenössischer Seefahrt gesehen.

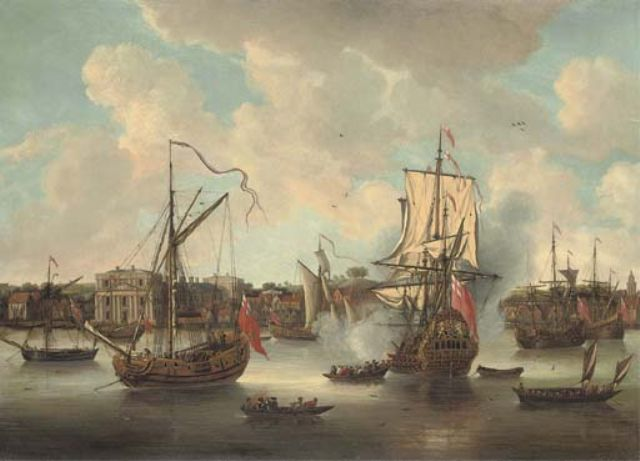
A flagship arriving in the Thames off Greenwich Hospital amidst anchored craft and other shipping on the river (Ein Flaggschiff bei der Ankunft in der Themse vor dem Greenwich Hospital inmitten eines vor Anker liegenden Schiffs und anderer Schiffe auf dem Fluss).

Im Gegensatz zu seinen Gemälden sind die Radierungen Sailmakers zum größten Teil mit seinem Namen gezeichnet, wobei die Schreibung von „Sylmaker“ über „Saylmaker“ bis „Sailmaker“ reicht. Die Zeichnungen wurden dabei von unterschiedlichen damals bekannten Künstlern gestochen, deren Namen heute nur noch als Kip, Van de Vucht und Hulsbergh (H. Hulsbergh) bekannt sind. Aus den früheren Schaffensjahren stammen dabei nur zwei Schiffsporträts sowie die Schlachtendarstellungen der Schlacht von Barfleur und der Schlacht bei Vélez-Málaga. Die meisten der Stiche stammen aus der Zeit nach 1707 und stellen Landschaften im südlichen England mit mehreren Schiffen dar. Vier Stadtansichten von Dover, Plymouth, Chatham und Harwich wurden für eine Stichsammlung gefertigt, die 1714 erschien.
Unter seinen Gemälden sind die Werke, die Seefahrtsszenen darstellen, im Verhältnis zu wenigen Landschaftsbildern in der Überzahl. So zählt Cockett sechs Ansichten von Greenwich, drei von Sheerness und vier vom Portchester Castle, denen 13 echte Schiffsporträts, fünf Schlachtenszenen sowie 22 Seefahrtsszenen gegenüberstehen. Viele dieser Bilder sind in Privatsammlungen und nur als Fotografien überliefert. Eine besondere Form der Datierung seiner Bilder ergibt sich in den Greenwich-Darstellungen: Während seiner Zeit als Maler befanden sich eine Reihe von zentralen Gebäuden des Architekten Christopher Wren in Greenwich im Bau, vor allem das Royal Greenwich Observatory. Nach dem Stand der Bauten lassen sich entsprechend heute die Bilder zeitlich einordnen.
Ein Charakteristikum der Bilder Sailmakers sind die Flaggen der Masten und des Hecks, die bei ihm fast immer sehr großflächig gemalt sind und durch ihre Starre insbesondere den Schiffsporträts eine gewisse Unbeweglichkeit verleihen. Da es aufgrund der Zusammenstellung der Flaggen und der gemalten Schiffe möglich ist, die Entstehung relativ sicher zu datieren, lässt sich eine Entwicklung in der Malerei Sailmakers von frühen, noch sehr einfach gehaltenen zu späteren, sehr viel detaillierter gemalten Porträts verfolgen. Anders als andere Maler seiner Zeit, vor allem Jacob Knyff und den Meistern der van-de-Veldes-Schule, lassen seine Bilder zudem fast immer die Perspektive vermissen und wirken dadurch flächig und wenig belebt.
Als Farben bevorzugte er für die Landschaften, das Wasser und den Himmel vor allem braune, hellblaue und grüne Farben und steht damit im Kontrast zu den sehr farbigen Himmeln mit rosa bis roten Wolken, wie sie Adrian van Diest und J.K.D. van Beecq malten. Als Hauptidentifizierungscharakteristikum gilt seine Nutzung der Goldfarbe an den Schiffsverzierungen, die er anders als andere Maler nicht flächig mit dem Pinsel aufbrachte, sondern als Tropfen oder langgezogene Tropfen, die auf der Bildoberfläche hervorstehen und ein Relief bilden.

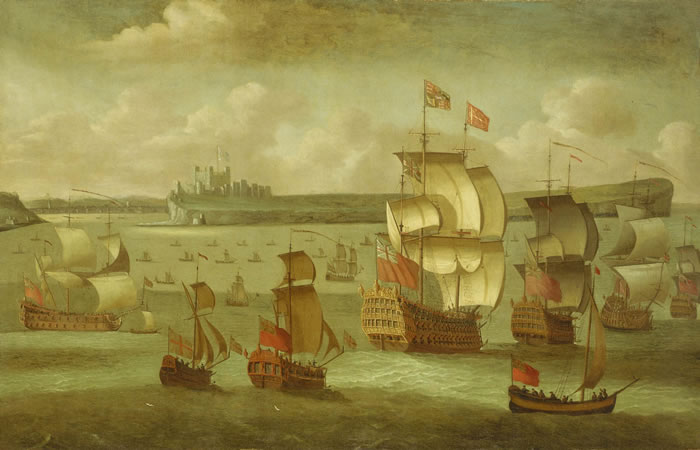
A Ship Flying the Royal Standard with other Vessels off Dover (Ein Schiff mit gehisster königlicher Standarte und andere Schiffe vor Dover)
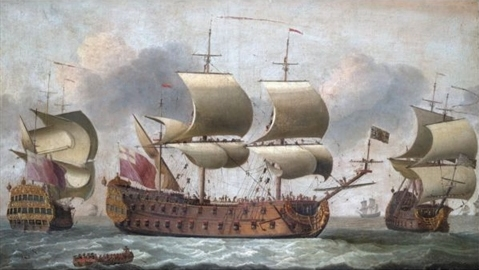
A 64-gun man-of-war in three positions (Ein Kriegsschiff mit 64 Kanonen in drei Stellungen)
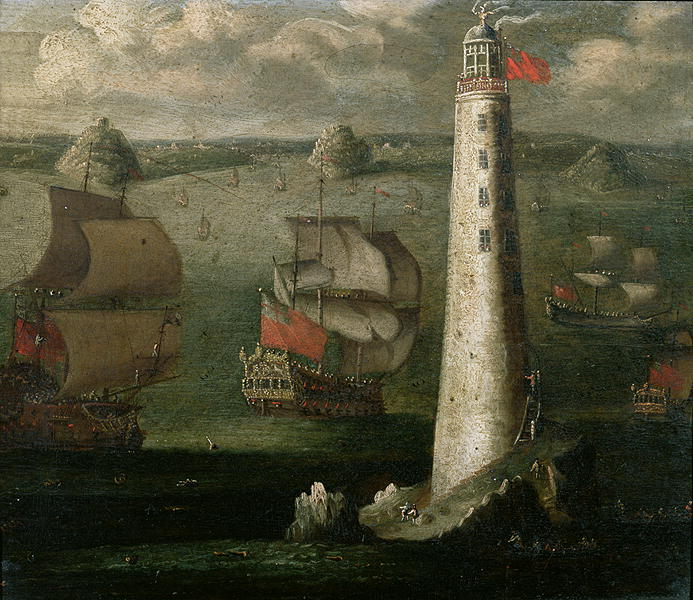
Men-o’-War and other Vessels before the Eddystone Lighthouse (Kriegs- und andere Schiffe vor dem Eddystone-Leuchtturm)
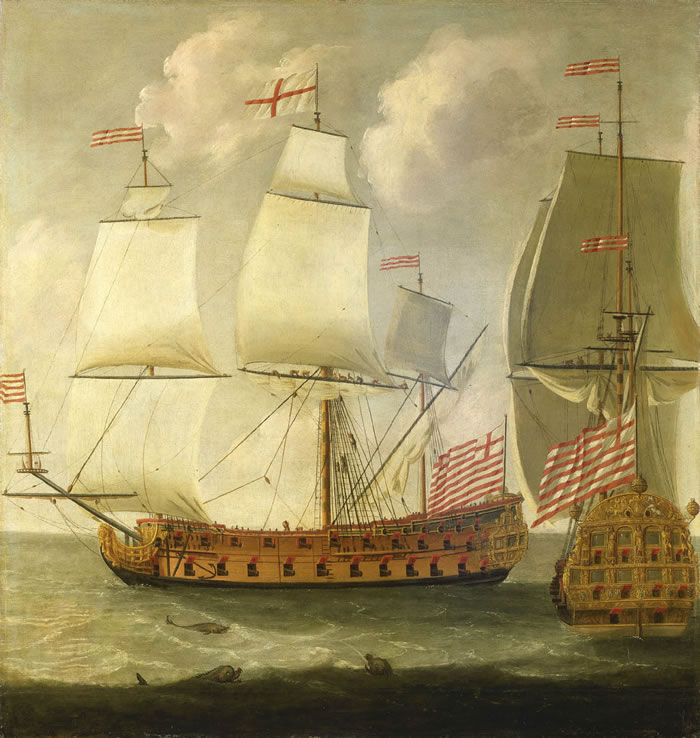
Two Views of an East Indiaman of the Time of King William III (Zwei Ansichten eines Ostindienfahrers zur Zeit König Wilhelms III.)